# Parisome du Yémen
Curruca buryi
Espèce
Statut de conservation UICN

 NT  : Quasi menacé
La Parisome du Yémen (Curruca buryi), ou Fauvette du Yémen, est une espèce de fauvettes de l'Ancien Monde de la famille des Sylviidae.

## Répartition
Cet oiseau peuple les monts de l'Asir (en).

## Habitat et conservation
Il est menacé par la disparition de son habitat naturel, la forêt subtropicale ou tropicale sèche.

## Systématique
La parisome du Yémen faisait anciennement partie du genre Sylvia, mais a depuis été reclassée dans le genre Curruca après que celui-ci a été séparé de Sylvia.